# Харковска хорска синагога
Харковска хорска синагога (укр. Харківська хоральна синагога) је највећа синагога у Украјини, зграда од архитектонског значаја, градска знаменитост и центар јеврејског живота у Харкову.

## Историјат
Изградња синагоге је почела 1909. године, а архитекте су поднеле предлоге пројекта као део конкурса. Пројекат архитекте из Санкт Петербурга Јакова Гевиртса је победио и изградња је завршена 1913. по цени од 150.000 рубаља. У јуну 1923. је синагога затворена на инсистирање јеврејских радника, национализована је од стране владе и коришћена као јеврејски раднички клуб, део Коминтерне. Локална Јевсекција је тај дан прогласила празником, организован је марш до синагоге са групом јеврејских радника који су носили црвену заставу у зграду. Новине Дер Емес су прогласиле синагогу „контрареволуционарним гнездом”, а свице у синагоги посвећене цару. Зграда је тада служила за различите намене, као смештај за клуб, биоскоп и спортски комплекс и није коришћена као богомоља до 1990. године. Након распада Совјетског Савеза разне јеврејске групе су се бориле за контролу над синагогом. Едвард Ходос је створио организацију која представља припаднике реформског јудаизма и потврдио је контролу над синагогом. Представници Хабада су изнели супротстављене тврдње и једно време су обе групе деловале у згради. Године 1993. је Ходос радио на другом спрату синагоге где је, према извештајима, водио посао са антиквитетима и основао кик-бокс клуб за локалну децу који је радио петком увече. Године 1998. је пожар уништио синагогу и тада је званично предата Хабаду. Обимна реновирања су завршена 2003.
Данас се у синагоги организују празници који славе сви становници Харкове, а не само Јевреји. Пример тога је прослава Хануке на којој је присуствовао Петро Јушченко, Арсен Аваков и национални медији, као и одавање почасти јеврејским ветеранима из Другог светског рата у Харкову. Генадиј Кернес је присуствовао прослави пурима у синагоги и венчању ћерке Рабина Московица. Синагогом управља Хабад који има седиште у Харкову, одржава микве јешиву и води школу од петсто јеврејске деце од првог до једанаестог разреда и обданиште од седамдесеторо деце.

## Архитектура
Дизајн зграде је описан као комбинација романо–готичких, неоготичких и исламских стилова архитектуре. Архитектонско друштво Харкова је синагогу упоредило са грађевинама древне Палестине. Зграда је 42 метара висока, а куполе 50 метара, укупна површина је 2067m². За разлику од осталих зграда у блоку уклоњена је из улице како би била у складу са локалним законима који захтевају одређену удаљеност од цркава и других богомоља.